# ولانداگودا
ولانداگودا (به لاتین: Welandagoda) یک منطقهٔ مسکونی در سری‌لانکا است که در استان مرکزی (سری‌لانکا) واقع شده‌است.